# 장석희
장석희(張錫熙, 1974년 5월 8일 ~ )은 KBO 리그의 외야수이다.

## 출신학교
- 경북고등학교
- 한양대학교

## 등번호
- 13번